# Bromuro de hexametonio
El hexametonio es un compuesto químico con características de bloqueante ganglionar, un receptor nicotínico (NN). Se emplea en el control de las hemorragias, y para el tratamiento de las úlceras pépticas y de la hipertensión. Su función farmacológica es la impedir la transmisión de impulsos nerviosos por los ganglios vegetativos.